# Красная Площадь (Гомельская область)
Красная Площадь (бел. Красная Плошчадзь) — посёлок в Кривском сельсовете Буда-Кошелёвского района Гомельской области Белоруссии.

## География

### Расположение
В 20 км на юг от районного центра и железнодорожной станции Буда-Кошелёвская (на линии Жлобин — Гомель), 26 км от Гомеля.

## Транспортная сеть
Рядом автодорога Жлобин — Гомель. Планировка состоит из прямолинейной улицы, ориентированной с юго-востока на северо-запад и застроенной двусторонне деревянными домами усадебного типа.

## История
Основан в начале 1920-х годов переселенцами с соседних деревень на бывших помещичьих землях. В 1930 году жители посёлка вступили в колхоз. В 1959 году в составе колхоза имени М. И. Калинина (центр — деревня Ивольск).
До 16 декабря 2009 года в составе Ивольского сельсовета.

## Население

### Численность
- 2004 год — 20 хозяйств, 29 жителей.

### Динамика
- 1959 год — 148 жителей (согласно переписи).
- 2004 год — 20 хозяйств, 29 жителей.